# Cissus siamica
Cissus siamica är en vinväxtart som beskrevs av Jules Émile Planchon. Cissus siamica ingår i släktet Cissus och familjen vinväxter. Inga underarter finns listade i Catalogue of Life.